# Гидрография Алма-Аты
Алма-Ата в целом характеризуется наличием довольно разветвлённой гидрографической сети, состоящей из естественных рек, их рукавов, каналов, водохранилищ и арыков. Этому способствует ряд факторов: предгорное расположение города, довольно большое годовое количество осадков на его территории (600—650 мм), таяние высокогорных ледников летом и конечно антропогенных факторов в виде строительства каналов. Через город протекают реки Большая Алматинка и Малая Алматинка, а также их притоки — Есентай (Весновка), Ак-Кайин,  Ремезовка, Жарбулак (Казачка), Карасу, Каргалы (Каргалинка). Все реки города селеопасны и все они относятся к бассейну замкнутого стока озера Балхаш. Их воды используются для удовлетворения промышленных, хозяйственных и рекреационных нужд города.

## Водотоки
Общая длина всех рек в городской черте достигает 37 км. Через город протекают реки Большая Алматинка и Малая Алматинка, а также их притоки — Есентай (Весновка), Ремизовка, Жарбулак (Казачка), Карасу, Каргалы. Все они относятся к бассейну озера Балхаш. Они в основном стремительны, с узкими руслами (10-15 м) и глубокими ущельями. Русла Большой и Малой Алматинок, Есентая в черте города забетонированы и запружены в мелкие бассейны. В основном эти реки питаются атмосферными осадками, половодье наступает в начале июля или в период интенсивного таяния ледников в связи с резким повышением температуры воздуха, в это время часто наблюдаются селевые потоки. Утром суточные колебания уровня воды незначительны, а к вечеру в связи с дневным таянием ледников, уровень воды в реках поднимается на 15-20 см.
В пойме реки Большая Алматинка в черте города с целью организации зоны отдыха для горожан в 1971 году было создано водохранилище Сайран объём 2,3 млн м³, средней глубиной 12,1 м, максимальной — 18 м.
В настоящее время в связи с интенсивной и бессистемной застройкой в верхней части города русла рек во многих местах были нарушены, а в зонах больших строительств малые реки и вовсе отведены из естественного русла. Подробных точных карт малых рек, ручьёв и ключевых источников на сегодняшний день нет.

## Искусственные системы
В 1980-х годах для повышения водообеспеченности существующих в Алма-Атинской области орошаемых земель и освоения новых был построен Большой Алматинский канал, который соединил реки Чилик (Шелек) и Чемолган (Шамалган). На территории Алма-Аты вдоль канала были созданы зоны отдыха, в том числе в районе рощи Баума, на левом берегу реки Есентай (Весновка) и другие. Характерной чертой городского ландшафта Алма-Аты является наличие разветвлённой арычной сети: длина всех арыков в черте города достигает 1000 км.